# Be Sure Your Sins
Be Sure Your Sins è un cortometraggio muto del 1915 diretto da Cecil M. Hepworth. È conosciuto anche con il titolo The Canker of Jealousy.

## Trama
Un medico uccide, strangolandolo, l'amante della moglie. Darà poi la vita per salvare il suo bambino malato.

## Produzione
Il film fu prodotto dalla Hepworth.

## Distribuzione
Distribuito dalla Kinematograph Trading Company, il film - un cortometraggio in tre bobine - uscì nelle sale cinematografiche britanniche nel gennaio 1915.
Si conoscono pochi dati del film che si pensa sia stato distrutto insieme a gran parte dei film della compagnia nel 1924 dallo stesso produttore, Cecil M. Hepworth. Fallito, in gravissime difficoltà finanziarie, Hepworth pensava in questo modo di poter almeno recuperare il nitrato d'argento della pellicola.